# فرانك ماكفيرسون
فرانك ماكفيرسون (بالإنجليزية: Frank McPherson)‏ (14 مايو 1901 في المملكة المتحدة - 5 مارس 1953 في المملكة المتحدة) هو لاعب كرة قدم إنجليزي في مركز الهجوم. لعب مع مانشستر يونايتد ونادي بارتيك ثيسل ونادي تشيسترفيلد ونادي ريدنغ ونادي واتفورد ونادي بارو وManchester Central F.C. ‏.